# بنی‌طرف
بنی‌طُرُف، یکی از طایفه‌های عرب تبار ساکن در استان خوزستان است. 
این طایفه وابسته به قبیلهٔ طی برشمرده می‌شود و بیشتر مردم این طایفه، از شهروندان دشت آزادگان هستند.

طایفه‌ی بنی طرف در جنگ علیه انگلیسی‌ها حضوری فعال و موثر داشتند. این نبرد را به رهبری «عاصی بن شرهان»، «خزعل بن کاظم المنیشد»، «حی وادی بن انعیمه بن حی سالم»، «مطلب بن سبهان»، «صدام بن زایر علی» و «عوفی بن مهاوی بن عذار» پیش بردند. این جنگ که بعدها نبرد جهاد یا «حرب المنیور» نام گرفت، همزمان با جنگ جهانی اول رخ داد.
"مِگوار" نوعی گرز جنگی است که طایفه بنی طرف در جنگ با انگلیس از آن استفاده می‌کرد. رزمندگان بنی طرف در مواجه با سربازان انگلیسی (که مجهز به توپ جنگی بودند) این شعار حماسی را سر می‌دادند: «توپ» تو قویتر است یا «مِگوار» من؟!
پیکر ۶۷ شهید از سرداران این جنگ، در منطقه‌ای بزرگ به نام «مقبره الجهاد»، واقع در روستای عبوده، به خاک سپرده شدند. پرچم طایفهٔ بنی طرف، «بیوض» نام دارد. این قبیله به دو شاخه‌ی «بیت صیاح» و «بیت سعید» تقسیم می‌شود.

## تقسیمات طایفه‌ای
بنی طرف:
1. بیت صیاح: بیت اعذار، بیت مَهاوی، بیت منَیشِد.
2. بیت سعید: بیت شرهان، بیت سبهان، بیت زایر علی

افراد سرشناس شیخ شبیب المطلب شیخ سرتیپ منشداوی و شیخ کریم لفته الثامر؛مرحوم شیخ خلیفه العبدالکریم عذاری شیخ وشاعر سرشناس این قبیله و
شیخ عوف السلطان